# クラインアイティンゲン
クラインアイティンゲン（ドイツ語: Kleinaitingen、日常の口語では Kloioidinga と呼ばれる）は、ドイツ連邦共和国バイエルン州シュヴァーベン行政管区のアウクスブルク郡に属す町村（以下、本項では便宜上「町」と記述する）である。

## 地理

### 位置
クラインアイティンゲンは、アウクスブルクの南、レヒフェルトに位置している。

### 自治体の構成
この町は、3つのゲマインデタイル（地理上の地区）からなる。
- クラインアイティンゲン
- グーツホーフ・レヒフェルト
- レヒフェルト・ノルト、ハントトゥーフヴァルトおよびウルリヒ兵舎を含む。

## 歴史
クラインアイティンゲンはおそらく900年より以前にグロースアイティンゲンの姉妹入植地として発展した。この集落は、1803年の帝国代表者会議主要決議までアウクスブルク聖堂参事会領であった。クラインアイティンゲンは1806年にバイエルン王国領となった。重要な再洗礼派の人物の1人であるハンス・ロイポルトはここで育った。

## 住民

### 人口推移
1988年から2018年までの間にこの町の人口は886人から1,312人へ、426人 48.1 % 増加した。

## 行政
この町は、グロースアイティンゲン行政共同体に属している。

### 議会
クラインアイティンゲンの町議会は12議席からなる。

### 首長
ルーパート・フィール (CSU/FW) は、2014年3月16日に 87.20 % の支持票を獲得して町長に選出され、2020年3月15日の選挙で 58.8 % の票を得て再選された。彼は、1990年から町長を務めたファウランツ・シェーファー (CSU/UW) の後任である。

### 紋章
図柄: 赤地に、十字をつけた金の帝国宝珠。
紋章の由来: 1800年頃に "Gemeinde Kleinaeitingen" という文言が刻まれた印章が創られた。これには盾に帝国宝珠が描かれていた。アウクスブルクの司教領主クレメンス・ヴェンツェスラウス（1739年 - 1812年）は、いわゆるホーホ通り沿いの大きな集落に対して、境界石、境界柱、土地の境界の目印、消防施設などの共同の器具に目印をつけるよう命じた。クラインアイティンゲンはグロースアイティンゲンとともに首邑シュヴァープミュンヘンに組み込まれており、その紋章デザインである帝国宝珠を印とした。帝国紋章管理局は、青地で向かって左に銀、向かって右に金の山形図形、その角に金の地球への変更を要望した。しかし、州内務省は帝国紋章管理局の意見に反し、この町は古い紋章を変更することなく使うことができると宣言した。1903年の新しい印章は、ハッチングの誤りで、銀の帝国宝珠が青として紋章登録された（訳注: モノクロ用にハッチングによって色を書き分けるルールが紋章学に存在する）。現在の紋章の赤と金の配色は、かつてアウクスブルク司教領に属していたことを表している。帝国宝珠は、東ローマにおける火星の印とも解釈される。
この紋章は1937年から用いられている。

## ドイツ連邦軍
クラインアイティンゲンはドイツ連邦軍の基地所在地である。ウルリヒ兵舎には、Zentrum Elektronischer Kampf Fliegende Waffensysteme （直訳: 電子戦飛行兵器システム、略号: ZEK FlgWaSys)、ドイツ連邦軍情報技術専門学校 (FSBwIT)、クラインアイティンゲン操縦訓練センター (KfAusbZentr Kleinaitingen)、Regionalstab Territoriale Aufgaben der Bundeswehr Süd (RegStTerrAufg Süd) などが配置されている。